# Neptidopsis nucleata
Neptidopsis nucleata är en fjärilsart som beskrevs av Karl Grünberg 1912. Neptidopsis nucleata ingår i släktet Neptidopsis och familjen praktfjärilar. Inga underarter finns listade i Catalogue of Life.